# Pearl van der Wissel
Pearl van der Wissel, née le 14 avril 1984 à Leyde, est une joueuse internationale néerlandaise de handball, évoluant au poste de demi-centre.

## Biographie
Pearl van der Wissel fait ses débuts en équipe des Pays-Bas en 1999, face à la Norvège. 
En décembre 2017, elle décroche une médaille de bronze lors du championnat du monde en remportant le match pour la troisième place face à la Suède.
Elle met fin à sa carrière en 2018.

## Palmarès

### En club
compétitions nationales
- championne d'Allemagne en 2011 (avec Thüringer HC)
- championne de France en 2010 (avec Toulon Saint-Cyr)
- championne des Pays-Bas en 2002 (avec Omni SV Hellas)
- vainqueur de la coupe d'Allemagne en 2011 (avec Thüringer HC)
- vainqueur de la coupe du Danemark en 2006 (avec GOG Svendborg)

### En sélection
championnat du monde
- troisième du championnat du monde 2017
- 5e au championnat du monde 2005[4]

### Distinctions individuelles
- élue  meilleure arrière gauche du championnat du monde 2005[5]